# Sonsón (ort i Colombia)
Sonsón är en ort i Colombia.   Den ligger i departementet Antioquía, i den centrala delen av landet, 180 km nordväst om huvudstaden Bogotá. Sonsón ligger 2 493 meter över havet och antalet invånare är 17 232.
Terrängen runt Sonsón är kuperad åt nordost, men åt sydväst är den bergig. Runt Sonsón är det ganska tätbefolkat, med 58 invånare per kvadratkilometer. Närmaste större samhälle är Aguadas, 19,5 km sydväst om Sonsón. I omgivningarna runt Sonsón växer i huvudsak städsegrön lövskog.